# Marius Loua
Siapade Marius Loua, né le 27 juillet 1982, est un sprinteur ivoirien à la retraite spécialisé dans le 100 mètres et le 200 mètres.

## Biographie
Marius Loua participe aux Jeux de la Francophonie de 2005 au Niger à Niamey et termine quatrième aux 100 mètres. Il prend part également aux Championnats d'Afrique d'athlétisme en 2002 en arrive en demi-finale, aux Jeux panafricains en 2003 il parvient également à arriver en demi-finale. Aux Championnats d'Afrique en 2004 à Dakar, il atteint la finale mais manque son départ.
En 2005, il remporte la médaille d'argent aux Jeux de la Francophonie, puis il participe aux Championnats d'Afrique de 2006 où il arrive en demi-finale. En 2007 il participe aux Jeux africains et arrive en demi-finale, aux Championnats d'Afrique de 2008. Au relais 4x100 mètres, lors des Jeux de la Francophonie de 2009, il termine 4e.
Son meilleur records personnel est réalisé à Dakar au Sénégal en 10,43 secondes sur le 100 m et à Niamey de 21,01 secondes au 200 mètres en décembre 2005.